# Џин Лафит (Луизијана)
Џин Лафит (енгл. Jean Lafitte) град је у америчкој савезној држави Луизијана.

## Демографија
По попису из 2010. године број становника је 1.903, што је 234 (-10,9%) становника мање него 2000. године.
| Група             | 2000.         | 2010.         |
| Белци             | 1.959 (91,7%) | 1.677 (88,1%) |
| Афроамериканци    | 13 (0,6%)     | 26 (1,4%)     |
| Азијати           | 28 (1,3%)     | 22 (1,2%)     |
| Хиспаноамериканци | 40 (1,9%)     | 76 (4,0%)     |
| Укупно            | 2.137         | 1.903         |